# Synchronous Optical Network
SONET (ou  Synchronous Optical NETwork en anglais) est un modèle de norme de transmission optique. C'est un protocole de la couche 1 du modèle OSI utilisé principalement aux États-Unis et normalisé par l'organisme Telcordia, au début des années 1990. Son équivalent international est la norme SDH avec laquelle il a progressivement convergé. 
Initialement, SONET était normalisé pour des transmissions téléphoniques. La technique générale de transport utilisé sur les réseaux SONET/SDH est PoS (Packet over SONET).  
SONET et SDH ont été modifiés à partir de 2002 pour s'adapter aux protocoles IP, ATM et Ethernet.